# Francesco Berna
Francesco Berna (Perugia, 4 settembre 1905 – ...) è stato un politico italiano.